# Nachman Kopald
Nachman Jakub Kopald (ur. 15 kwietnia 1834 w Borzęcinie, zm. 5 listopada 1911 w Krakowie) – polski architekt żydowskiego pochodzenia, działający w Krakowie.

## Życiorys
Ukończył Wydział Budowlany Szkoły Przemysłowej we Lwowie. Był pierwszym w Krakowie renomowanym architektem narodowości żydowskiej. Od 1877 miał koncesję tylko na roboty murarskie. 5 października 1881 c.k. Namiestnictwo udzieliło mu koncesji na wykonywanie zawodu budowniczego-architekta. Pozwolenie na pracę w Krakowie jako architekt otrzymał 5 stycznia 1882. Współpracował m.in. z Wilhelmem Apterem. Został pochowany na Nowym Cmentarzu Żydowskim w Krakowie.

## Wybrane prace
- 1876-1878: projekt kamienicy przy ulicy Filipa 13 w Krakowie[2]
- 1884-1885: kamienica przy ulicy Sarego 3 w Krakowie[2]
- 1885-1886: kamienica przy ulicy Dietla 91 w Krakowie[2]
- 1886: kamienica przy ulicy Dietla 79 w Krakowie[2]
- 1887: kamienica przy ulicy Bogusławskiego 4 w Krakowie[2]
- 1890-1891: kamienica przy ulicy Dietla 83 w Krakowie[2]
- 1896-1897: synagoga Chewra Thilim w Krakowie[2]
- 1897: Kamienica przy ulicy Berka Joselewicza 13 w Krakowie[3].

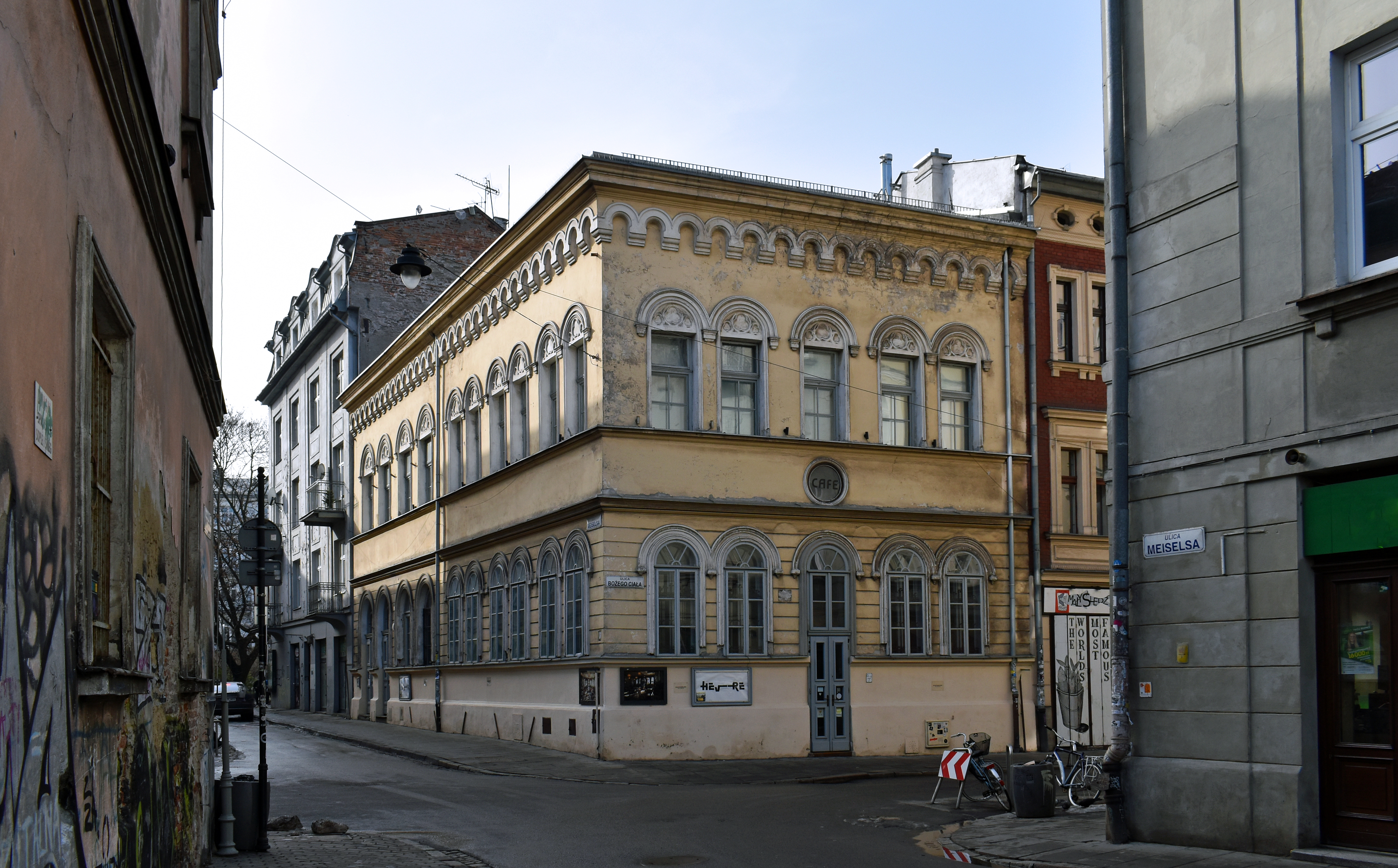
Synagoga Chewra Thilim.
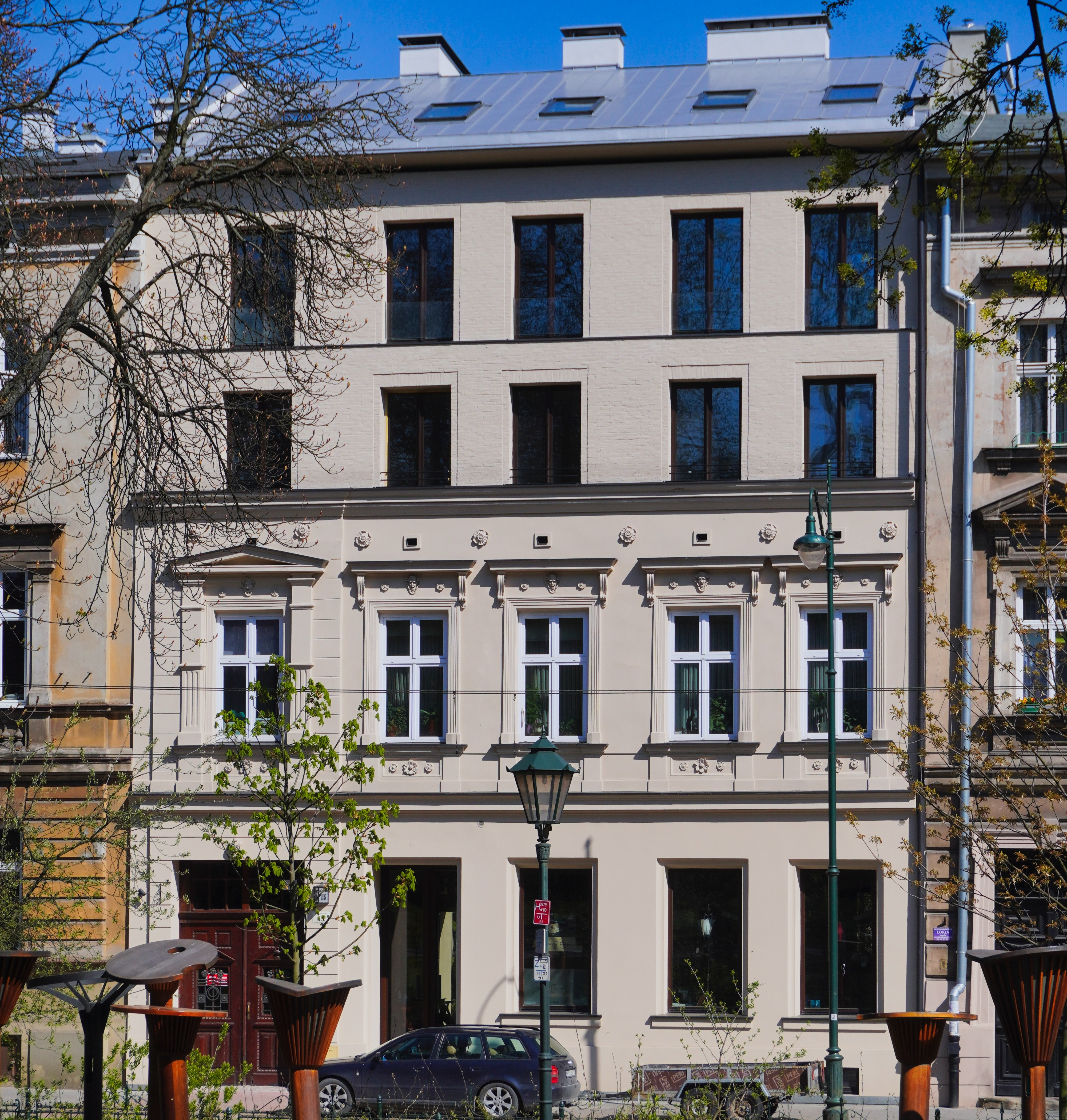
Kamienica (1878), Kraków, ul. św. Gertrudy 15, drugie i trzecie piętro nadbudowano w 2019 roku
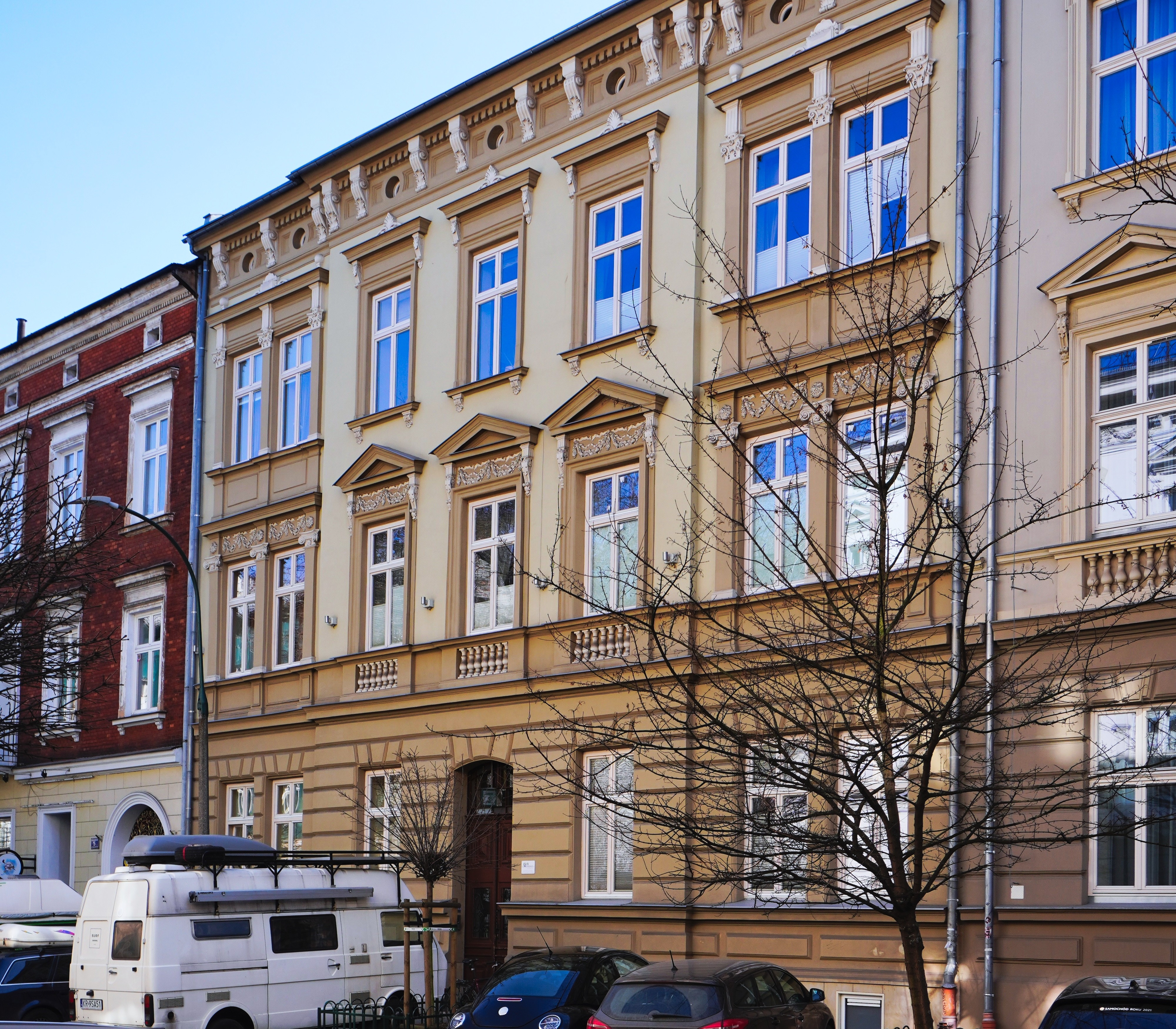
Kamienica (1885), Kraków, ul. Józefa Sarego 3
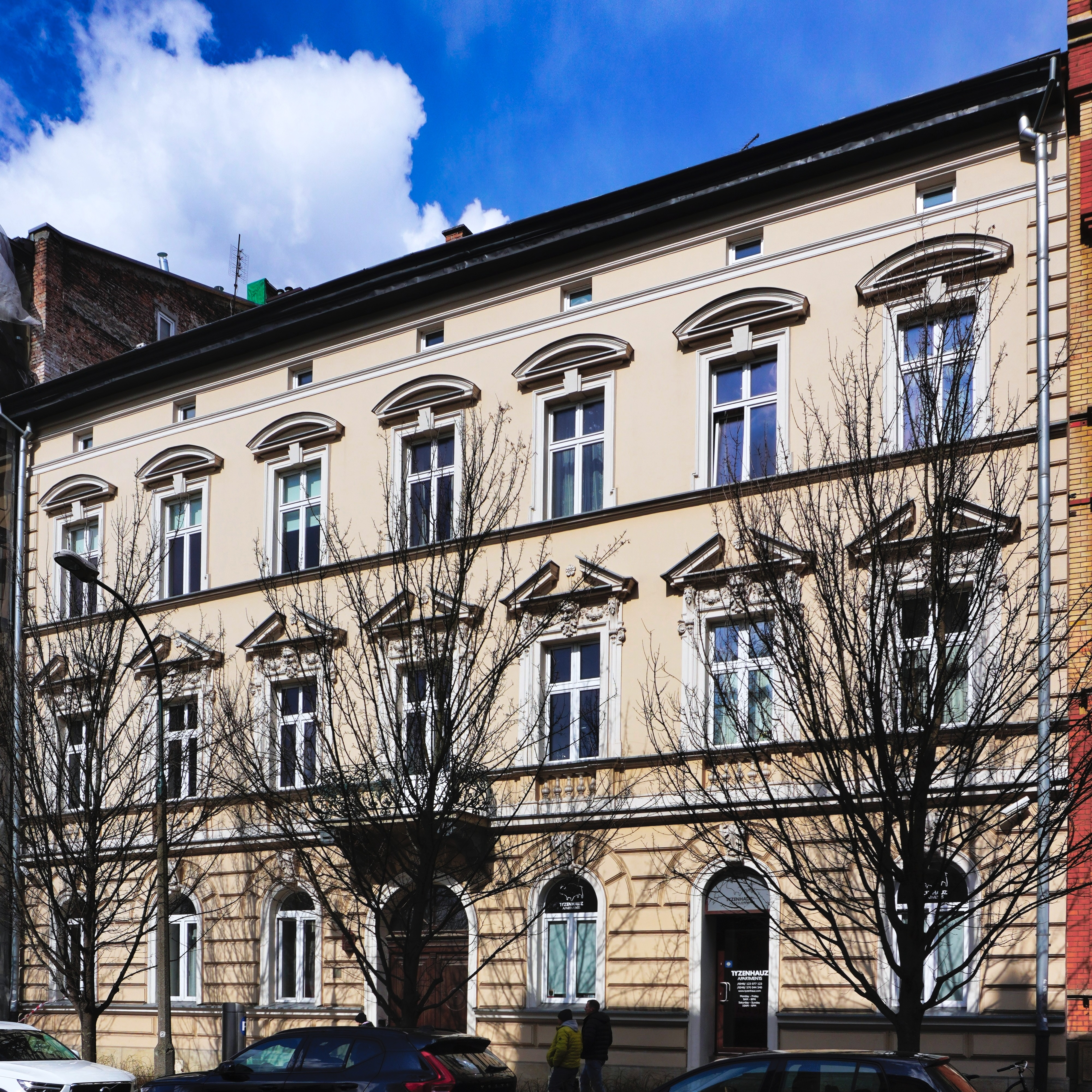
Kamienica (1893), Kraków, ul. św. Sebastiana 22
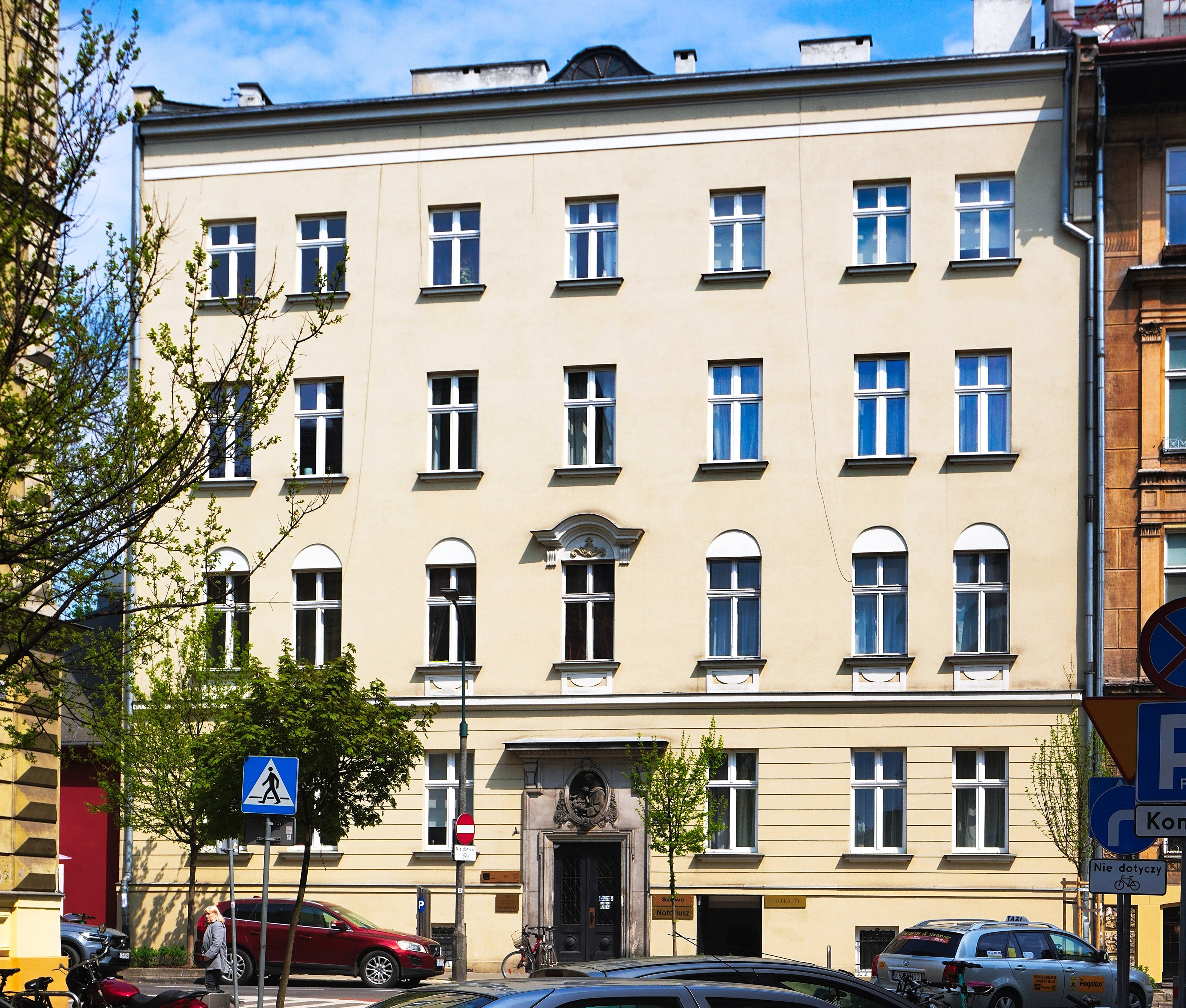
Kamienica (1907), Kraków, ul. Łobzowska 15
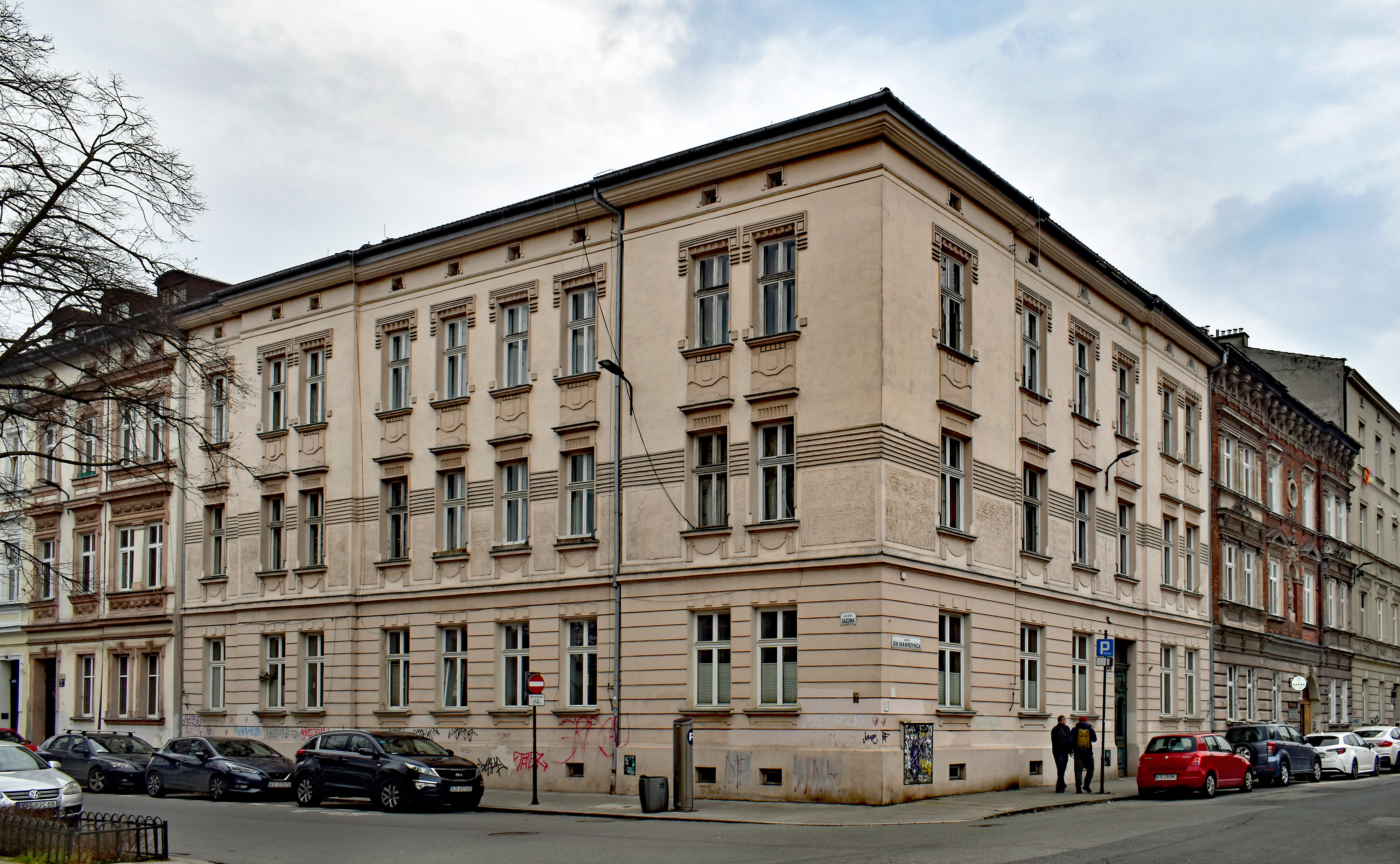
Kamienica (1907), Kraków, ul. Gazowa 1